# فرانسیس دالرهاید
فرانسیس دالرهاید (به انگلیسی: Francis Dolarhyde) یک شخصیت خیالی و آنتاگونیست اصلی در رمان اژدهای سرخ در سال ۱۹۸۱ و فیلمی با همین نام در سال ۲۰۰۲ می‌باشد.
دالرهاید یک قاتل زنجیره‌ای است که تمام اعضای یک خانواده را با شلیک کردن به آن‌ها در تخت خوابشان می‌کشد. نام مستعار او «پری دندان» (به انگلیسی: The Tooth Fairy) است که به علت تمایل او به گاز گرفتن قربانیانش با دندان‌های عجیبش به وی داده شده‌است. او در راستای ابتلا به اختلال چند شخصیتی، قتل‌هایش را انجام می‌دهد. او از خود دیگر خود با عنوان «اژدهای سرخ بزرگ» (به انگلیسی: The Great Red Dragon) یاد می‌کند که برگفته شده از نقاشی ویلیام بلیک می‌باشد. او معتقد است که کشتن انسان به او اجازه تکامل و تبدیل شدن به اژدها را می‌دهد.